# Charles Munchen
Charles Munchen o Carl München (Echternach, 4 de setembre de 1813 - 4 de gener de 1882) va ser un jurista, periodista i polític luxemburguès
Munchen va estudiar dret a es universitats de Lieja, Heidelberg i Berlín. Durant aquest temps es va convertir, a partir de 1834, en un membre del Cos d'Hanseatia Heidelberg.Des de 1839 va pertànyer a l'associació francmaçoneria de La Grande Loge de Luxembourg Les Enfans de la Concorde Fortifiée.
Després de la seva graduació, es va instal·lar com advocat a Luxemburg i més tard també va ser membre del Consell d'Estat. De 1848 a 1849 va ser membre del districte electoral de Luxemburg-Limburg al Parlament de Francfort, on es va unir a la fracció del Grup Liberal Nacional.
Va lluitar per quatre grans ideals i la seva reunificació: la defensa del dret, el dret del ciutadà a la cort, la llei del Consell d'Estat i el dret de la humanitat a les lògies dels maçons.